# Elihu Thomson
Elihu Thomson (29. března 1853 Manchester – 13. března 1937 Swampscott) byl americký elektrotechnický inženýr, vynálezce a profesor anglického původu, který byl velkým hybatelem vědecko-výzkumného pokroku nejenom v oblasti elektrotechniky, ale i chemie, svařovacích procesů a dalších. Za svůj život podal téměř 700 patentů pro své vynálezy. Spolu s Houstonem a Edisonem stál u zrodu společnosti General Electric.

## Biografie
Narodil se v anglickém Manchesteru 29. března 1853 Skotu Danielu Thomsonovi a Angličance Mary
Rhodesové jako jejich druhý syn z celkem jedenácti dětí. Kvůli nedostatku práce v Anglii rodina emigrovala do Spojených států amerických, kde se v roce 1858 usadila ve Filadelfii. Elihu velmi záhy projevoval svoje výjimečné schopnosti a talent pro techniku, který zdědil po otci.
Základní školu sice ukončil ve svých jedenácti letech, ale pro svou slabou fyzickou konstituci nebyl přijat k dalšímu studiu. Po dva roky se tedy věnoval samostudiu a mladistvému experimentování. Během této doby zkonstruoval mj. elektrický zdroj z vinné láhve, malých kondenzátorů, Leydenské láhve, bateriových článků a částí telegrafu.
Teprve v únoru 1866 byl přijat na Central High School. Po úspěšném absolvování o čtyři roky později, přijal Thomson práci v laboratoři, ve které se prováděly analýzy železné rudy a jiných minerálů. Po šesti měsících se však vrátil na Central High School jako asistent v chemickém oddělení.

### Thomson – Houston
Thomson velice úzce spolupracoval s vedoucím katedry a pozdějším dlouholetým partnerem Edwinem J. Houstonem.
Již v roce 1871 Thomson publikuje společně Hustonem odbornou stať z oboru elektrotechniky v prestižním Journal of the Franklin Institute, ve které jsou shrnuta pozorování šíření elektrických vln prostorem. V následujících letech společně pokračují s experimenty a stanou se prvními, kteří veřejně potvrzují teorii Maxwellových rovnic. Na této práci se ukázala Thomsonova intuice, se kterou předpověděl bezdrátový přenos před Hertzovými experimenty s magnetickými vlnami a Marconiho bezdrátovým telegrafem.
V roce 1873 publikoval Thomson svůj další významný článek ve Philadelphia Medical Times s názvem „On the Inhalation of Nitrous Oxide, Nitrogen, Hydrogen, and other Gases and Gaseous Mixtures“ (tj. Inhalace oxidů dusíku, dusíku, vodíku a jiných plynů a směsí), který byl podkladem pro jeho pozdější práci související s potápěním a prací pod kesonem.
O tři roky později, tedy v roce 1877 (1876) získal magisterský titul a byl jmenován profesorem chemie a mechaniky.
Svou činorodou činností se dotkl mnoha oborů, mj. předpověděl způsob elektrického odporového svařování, který si později nechal patentovat, věnoval se elektropneumatickému vhánění vzduchu do varhan, odstředivce na mléko a dalším. Několik semestrů přednášel na Franklin Institute (tj. Franklinově ústavu).
Thomson se zaměřil i na „seriózní“ elektrická zařízení jako např. alternátory, systémy osvětlení a elektrických lamp, apod. V roce 1879 spolu s Houstonem sestavili alternátor s třífázovými vinutím, které si nechali patentovat v roce 1880. Vynález alternátoru, které bylo určeno pro systém osvětlení pekárny ve Filadelfii, si Thomson velmi cenil jako elektrického zdroje velkých možností.
V roce 1880 Thomson ukončil svoji činnost na Central High School, aby se věnoval elektrotechnice ve společnosti American Electric Company, kterou byla zřízena v témže roce jako nabyvatel Thomsonových a Houstonových patentů.

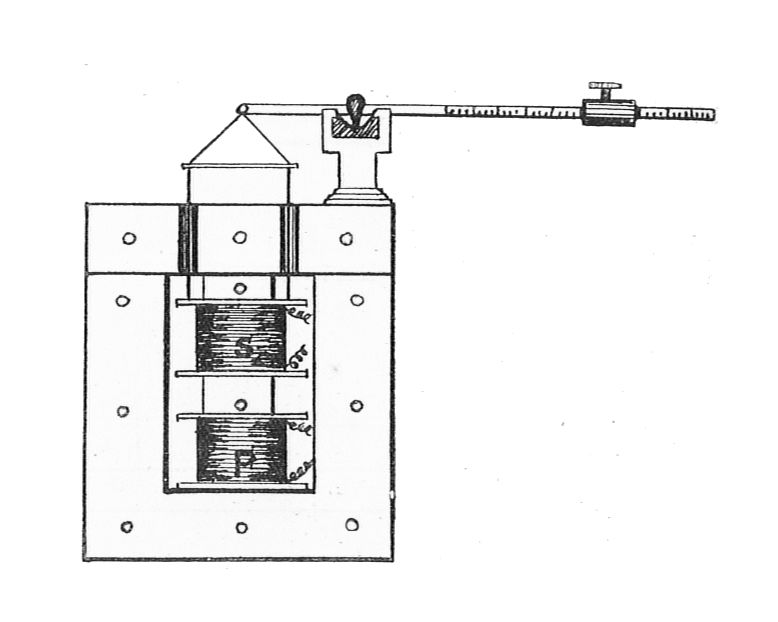
Transformátor konstantního proudu

Završením komerčního úspěchu osvětlovacího systému elektrického oblouku konkurenta Brushe, Thomson s Houstenem urychleně dokončili vývoj vlastního spolehlivého obloukového osvětlení. Během jeho vývoje si nechali si patentovat v roce 1881 regulátor konstantního proudu, objevili způsob dmýchání vzduchu pro zabránění či prevenci zhášení hořícího elektrického oblouku v roce 1882 a o rok později použili stykač, který využíval magnetické pole ke zhášení elektrického oblouku.
Na jeho základě pak přišel Thomson s dalším patentem na jistič pro osvětlení v roce 1885.
V roce 1882, na návrh Charlese A. Coffina z Lynn v Massachusetts, založili společnost Thomson–Houston Company, na kterou převedli veškerá aktiva z American Electric Company. Za další rok přesunuli veškerou výrobní činnost do Lynn a Coffinovi přenechali vedení společnosti, tím si Thomson uvolnil ruce pro vědu a výzkum.

### General Electric
Společnost Thomson–Houston Company se rychle rozvíjela, v roce 1884 zaměstnávala téměř 200 pracovníků a v roce 1892, kdy se společnost spojila s konkurenční Edisonovou společností General Electric Company za vzniku General Electric, měla již 4000 zaměstnanců. Po fúzi se Coffin stal prvním prezidentem společnosti. Velký podíl na rozvoji společnosti měl i Thomsonův důraz na aplikovaný výzkum.
Velmi významným Thomsonovým objevem byl spínač pro velmi velké proudy. Thomson tak získal univerzální způsob distribuce střídavého proudu za pomocí transformátorů. Jeho konstrukci popsal již v roce 1878 a o rok později jej i zkonstruoval na půdě Franklinova institutu. Patentovou přihlášku popisující distribuční síť střídavého proudu podal až v roce 1885. Důvodem pro odložení podání přihlášky byla Thomsonova obava o bezpečnostní prvky při používání střídavého proudu. Patent pro distribuční síť mu byl udělen z důvodu obdobných prací Gaularda, Gibbse, Brushe a dalších až v roce 1902. V době udělení patentu, však došlo k tomu, že patent pokrýval veškerou – do té doby vybudovanou – elektrickou distribuční síť v USA. Nebylo proto překvapením, že došlo k soudnímu zrušení platnosti patentu.
K významným objevům, které se používají dodnes, se řadí i vynález odporového svařování z roku 1886. Principem bylo roztavení dvou ploch teplem vznikajícím odporovým kontaktem mezi nimi a jejich vzájemným spojením za působení tlakové síly. Takto způsobem bylo možné a lze bezešvě svařovat trubky, přivařovat žhavicí vlákna a elektrody v lampách a vakuových trubicích, spojovat plechy v automobilovém průmyslu, atd.
Pro společnost Thomson Electric Welding Company zakoupil Thomson práva i na DeMeritensův patent obloukového svařování pro USA.

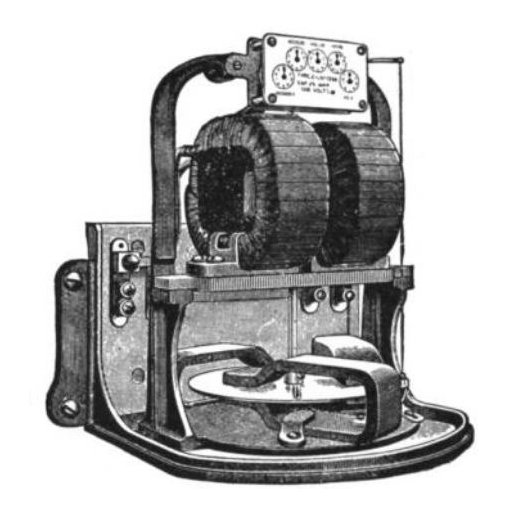
Indukční wattmetr

Do pole Thomsonových vynálezů pro měření elektrických veličin spadá i indukční wattmetr z roku 1889, za který na pařížské výstavě v roce 1890 Thomson získal cenu 10 000 franků.
Poté se začal zajímat o vysokofrekvenční problematiku a nechal si patentovat alternátor s pracovní frekvencí 30 až 40krát vyšší než v té době běžně používané. Na tomto vědeckém poli zůstal a pokusil se o sestavení vysokofrekvenčních transformátorů. V roce 1893 objevil postup transformace střídavého proudu o vysoké frekvenci ze stejnosměrného proudu, který hrál významnou roli při bezdrátovém přenosu. Obdobný postup navrhl – nezávisle na Thomsonovi – i Dán Valdemar Poulsen, tzv. Poulsenův oblouk nebo obloukový měnič.
Po objevu rentgenového záření v roce 1895 Röntgenem se Thomson začal věnovat i tomuto fenoménu a v roce 1897 provedl první aplikaci, která znamenala velký krok kupředu při využití rentgenového záření v lékařství.
Mezi jeho významné vynálezy nelze opomenout elektrickou odporovou pec(1894), automobilový tlumič (1894) založený na obdobném principu jako tlumič Hiram Percy Maxima, vysokotlaké parní zařízení (1903).
V oboru chemie nejenom začínal - jako učitel - ale v průběhu svého života se chemii věnoval, publikoval sérii článků o zkapalnění vzduchu (1906), činil pozorování uhlíku v grafitu a později (1934) také vyvinul Pyrexové sklo.
V roce 1902 si nechal patentovat způsob výroby křemíkových trubiček, který pak vedl na vývoj křemíkových destiček pro teleskopická zrcadla. Postupně vyrobil teleskopické zrcadlo pro observatoř Mount Wilson, na žádost Halea křemíkové zrcadlo pro pětimetrový teleskop v observatoři Palomar.
Od roku 1894 působil jako profesor elektrotechniky na MIT a v letech 1920 až 1922 také jako jeho výkonný prezident.

### Rodinný život

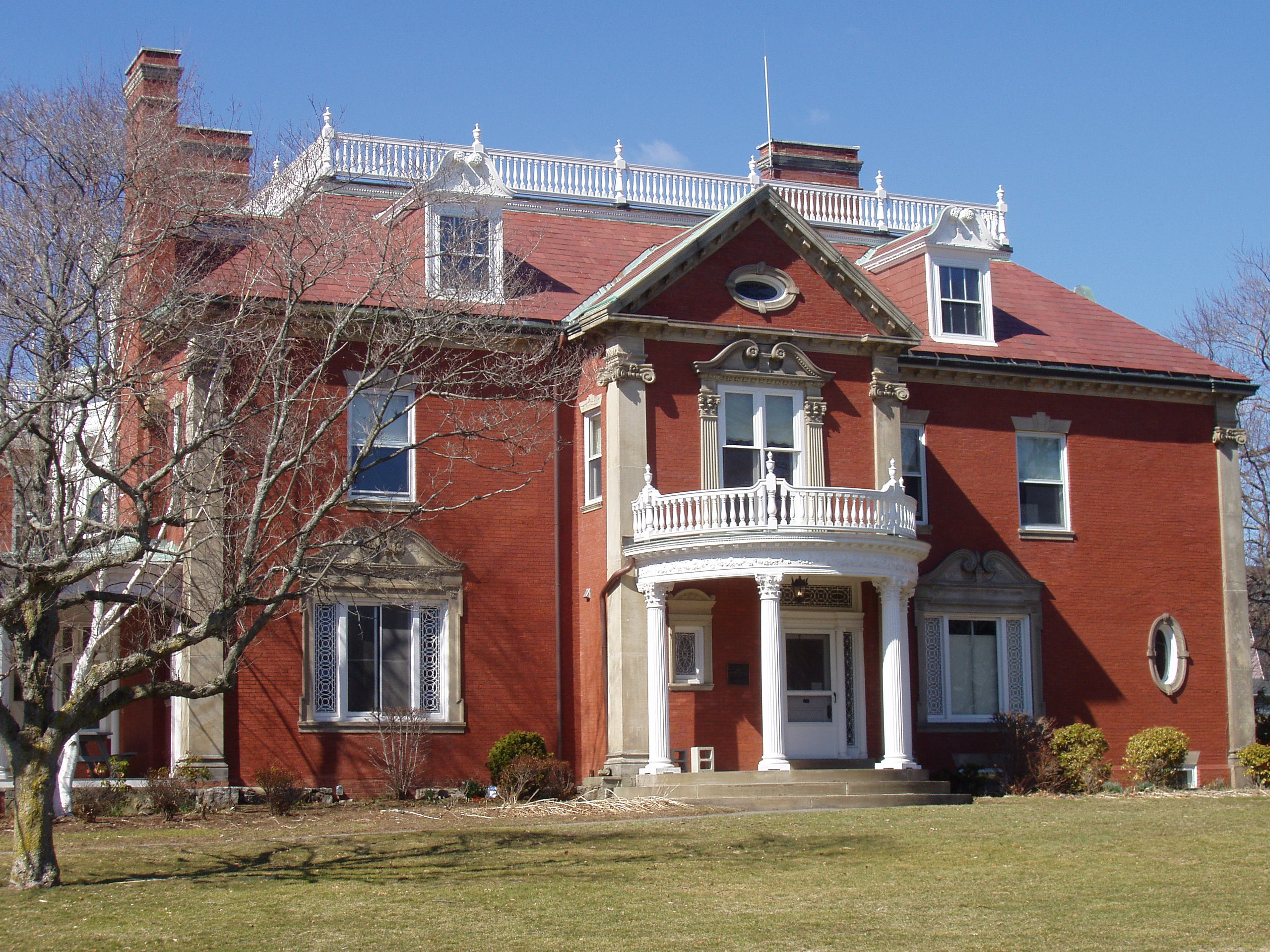
Thomsonův dům

I přes vysoké pracovní nasazení a široký vědecko-výzkumný záběr měl Thomson rád bohatý rodinný život. V roce 1884 se oženil s Mary L. Peckovou (1. června 1856, New Britain, Hartford County, Connecticut – 1916), se kterou měl čtyři syny Stuarta (13. srpen 1886 – 23. březen 1919), Rolanda Davise (17. června 1888 – ?), Malcolma (30. srpna 1891 – ?) a Donalda Thurstona (10. dubna 1893 – ?). O osm let později, 4. ledna 1923 se oženil se svou druhou ženou Clarissou Hoveyovou z Bostonu.
Thomson bydlel se svou rodinou v domě na Monument Avenue 22, ve Swampscottu, ve státě Massachusetts, ve kterém měl excelentní dílnu a observatoř. Thomson v tomto domě také zemřel 13. března 1937 ve věku osmdesáti čtyř let po dlouhé nemoci. O sedm let později nabídla jeho rodina tento dům jako památník městu Swampscott. Dům byl v roce 1976 označen jako U.S. National Historic Landmark (tj. Národní historická pamětihodnost Spojených států).

## Ocenění
Thomson již během svého života obdržel mnohá ocenění, např. Rumfordova medaile (1902), Edisonova medaile (1910), francouzský Řád čestné legie (1889), Hughesova medaile (1916), medaile Johna Fritze (1916), Franklinova medaile (1925), medaile Elliotta Cressona (1912), Kelvinova medaile (1924), Faradayova medaile (1927), Velká cena na Pařížské výstavě (1889, 1900), Grashofova medaile (1935), a další.
| „                                                  | ... jeden z prvních v Americe, který rozpoznal význam základního i aplikovaného výzkumu pro potřeby růstu průmyslu. Tato idea je natolik významná, že může převýšit i některé z jeho objevů. | “ |
| — Karl Taylor Compton, prezident MIT (1930 - 1948) | |   |

## Patenty
Thomson byl držitelem téměř 700 patentů, např. obloukové lampy, generátory, zařízení pro svařování, wattmetru, rentgenové lampy, dále spolupracoval na vývoji alternátoru, transformátoru, a dalších.